# کارل-هاینتس منز
کارل-هاینتس منز (انگلیسی: Karl-Heinz Menz؛ زادهٔ ۱۷ دسامبر ۱۹۴۹) ورزشکار دوگانه اهل آلمان است.